# 1826 na literatura

## Nascimentos
| Data           | Nome            | Profissão             | Nacionalidade | Observações | Ref |
| -------------- | --------------- | --------------------- | ------------- | ----------- | --- |
| 8 de Julho     | Laurindo Rabelo | médico e escritor     | Brasil        | m. 1864     |     |
| 24 de Novembro | Carlo Collodi   | jornalista e escritor | Itália        | m. 1890     |     |

## Mortes
| Data | Nome | Profissão | Nacionalidade | Observações | Ref |
| ---- | ---- | --------- | ------------- | ----------- | --- |

## Novos livros
- Karl Borzowoj Presl - Flora Sicula (Presl)